# Jean-Pierre Darroussin
Jean-Pierre Darroussin (Courbevoie, 4 december 1953) is een Frans filmregisseur en acteur die zijn acteertalent evenredig aan komedies en drama’s verleent.

## Leven en werk

### Opleiding
Nog tijdens zijn middelbaar onderwijs ontdekte hij zijn passie voor het toneel. Hij ging daarna dan ook lessen volgen aan het Conservatoire national supérieur d’art dramatique waar hij onder meer Ariane Ascaride, de partner van Robert Guédiguian, als medestudente ontmoette. In het begin van zijn carrière was hij vooral te zien in bijrollen in films van gevestigde regisseurs als Georges Lautner, Philippe de Broca en Jacques Deray.

### Toetreding tot de clan Guédiguian
In 1985 speelde hij voor het eerst mee in een film van Robert Guédiguian : Ki lo sa betekende het startschot van een vruchtbare samenwerking die tot op heden duurt. Hij vervoegde er de twee acteurs die al van in het prille begin in de Marseille-films van Guédiguian te zien zijn : Gérard Meylan en Ariane Ascaride, Guédiguian’s partner en muse. Darroussin vormt met hen en met scenarist Jean-Louis Milesi, bijrolacteurs Jacques Boudet en Pascale Roberts en een vaste technische ploeg nog steeds de clan Guédiguian. Hij draaide ondertussen veertien films met Guédiguian.
In 1989 werd hij een eerste keer echt opgemerkt in Mes meilleurs copains waarin hij met verve een overjarige hippie neerzette. Hij speelde sindsdien regelmatig de ietwat naïeve volkse man (arbeider, taxichauffeur, barman, tuinman, boer, aannemer, bediende, werkloze …) die met zijn oogopslag van geslagen hond schuchtere tederheid of ironie uitdrukte.

### Ontmoeting met Agnès Jaoui en Jean-Pierre Bacri
In 1992 deed Darroussin een tweede belangrijke ontmoeting die eveneens bepalend zou zijn voor zijn carrière : hij speelde mee in Cuisine et dépendances, een film gebaseerd op het gelijknamige toneelstuk van het duo Agnès Jaoui – Jean-Pierre Bacri. Nog drie keer verscheen hij in de jaren negentig in succesvolle films gebaseerd op een scenario van hun hand : vooreerst in de komedies Un air de famille (1996), waarin zijn rol als onhandige barman hem de erkenning door het grote publiek opleverde, en Le Goût des autres (1999, verfilmd door Jaoui zelf), en ten slotte in On connaît la chanson (1997), de muzikale romantische komedie van grootmeester Alain Resnais.

### Jaren negentig
In de jaren negentig was hij eveneens te zien in vijf Guédiguian-films waarvan de komedie Marius et Jeannette (1997) het hoogst scoorde bij het grote publiek. Daarnaast vertolkte hij onder meer ook de vader met zelfmoordneigingen die na de dood van zijn vrouw door zijn dochters wordt opgevangen in het drama Qui plume la lune? (1998) en de zoon die zelfmoord pleegt in het boerendrama C'est quoi la vie? (1999). In diezelfde periode droeg hij voor het eerst een ganse film: in de politiefilm Le Poulpe (1998) vertolkte hij de voor hem atypische rol van de anarchistische detective Gabriel Lecouvreur (naar de held van Le Poulpe, de naam van een serie politieromans).

### Jaren 2000
In de jaren 2000 bleef hij ontroerende personages spelen in de films van Guédiguian met als dramatisch hoogtepunten Marie-Jo et ses deux amours (2001) en Les Neiges du Kilimandjaro (2011). Hij verleende ook zijn medewerking aan onder meer de succesrijke zedenkomedie Le Coeur des hommes (2003) die de lotgevallen van vier vrienden voor het leven vertelt. In 2007 en in 2013 werden de vervolgfilms Le Cœur des hommes 2 en Le Cœur des hommes 3 uitgebracht. Hij was eveneens te zien in het oorlogsdrama (en groot commercieel succes) Un long dimanche de fiançailles (2004) waarin hij een poilu speelde die in de loopgraven van de Eerste Wereldoorlog achterbleef, in de film noir Feux rouges (2004), naar de gelijknamige roman van Georges Simenon, waarin hij op zoek ging naar zijn vrouw en het pad van een sinister individu kruiste, en in de dramatische komedie Dialogue avec mon jardinier (2007) waarin hij als gepensioneerde spoorwegarbeider de tuinman werd van zijn depressieve jeugdvriend Daniel Auteuil en hem gaandeweg weer zin in het leven deed krijgen.

### Jaren 2010
In 2011 resulteerde zijn ontmoeting met Daniel Auteuil in een nieuwe samenwerking, met Auteuil voor het eerst achter de filmcamera voor de dramatische komedie La Fille du puisatier, een remake van de gelijknamige film van Marcel Pagnol. Dit leidde in 2013 tot de prestigieuze rol van Honoré Panisse, maître-voilier du Vieux-Port, in Marius en in Fanny, de eerste twee delen van een nieuwe filmversie (regie Daniel Auteuil) van de trilogie marseillaise, de bekende toneeltrilogie van Marcel Pagnol.
Naast Robert Guédiguian en Daniel Auteuil werkte Darroussin ook meermaals samen met regisseurs als Bertrand Blier, Cédric Klapisch, François Dupeyron, Jeanne Labrune, Marc Esposito en het regisseursduo Michel Munz-Gérard Bitton.

### Filmregisseur
Als filmregisseur debuteerde Darroussin in 1992 met C'est trop con, een korte film die geproduceerd werd door Robert Guédiguian. Pas in 2006 vond hij de regisseursstoel terug met het drama Le Pressentiment, zijn eerste voldragen langspeelfilm, onder de vleugels van Agat Films & Cie, Robert Guédiguian’s productiehuis.

## Filmografie

### Regisseur
- 1992 - C'est trop con (korte film) met Nathalie Richard en Patrick Bonnel
- 2006 - Le Pressentiment met Jean-Pierre Darroussin, Valérie Stroh, Hippolyte Girardot en Nathalie Richard, naar de gelijknamige roman van Emmanuel Bove

### Acteur
- 1979 - Coup de tête (Jean-Jacques Annaud)
- 1980 - Celles qu'on n'a pas eues (Pascal Thomas)
- 1981 - Psy (Philippe de Broca)
- 1981 - Est-ce bien raisonnable? (Georges Lautner)
- 1984 - Notre histoire (Bertrand Blier)
- 1985 - Tranches de vie (François Leterrier)
- 1985 - Ki lo sa? (Robert Guédiguian)
- 1985 - On ne meurt que deux fois (Jacques Deray)
- 1985 - Elsa, Elsa (Didier Haudepin)
- 1988 - Mes meilleurs copains (Jean-Marie Poiré)
- 1989 - Dieu vomit les tièdes (Robert Guédiguian)
- 1990 - Mado, poste restante (Aleksandr Adabashyan)
- 1991 - Cauchemar blanc (Mathieu Kassovitz)
- 1992 - Riens du tout (Cédric Klapisch)
- 1992 - Cuisine et dépendances (Philippe Muyl)
- 1993 - L'Argent fait le bonheur (Robert Guédiguian)
- 1994 - L'Eau froide (Olivier Assayas)
- 1994 - Cache-cash (Claude Pinoteau)
- 1995 - Le Fabuleux destin de Madame Petlet (Camille de Casabianca)
- 1995 - À la vie, à la mort! (Robert Guédiguian)
- 1995 - Mon homme (Bertrand Blier)
- 1996 - Un air de famille (Cédric Klapisch)
- 1997 - On connaît la chanson (Alain Resnais)
- 1997 - Marius et Jeannette (Robert Guédiguian)
- 1998 - Si je t'aime, prends garde à toi (Jeanne Labrune)
- 1998 - Le Poulpe (Guillaume Nicloux)
- 1998 - À la place du cœur (Robert Guédiguian)
- 1998 - Qui plume la lune? (Christine Carrière)
- 1999 - C'est quoi la vie? (François Dupeyron)
- 1999 - Inséparables (Michel Couvelard)
- 1999 - La Bûche (Danièle Thompson)
- 1999 - Le Goût des autres (Agnès Jaoui)
- 1999 - À l'attaque ! (Robert Guédiguian)
- 2000 - Ça ira mieux demain (Jeanne Labrune)
- 2000 - La ville est tranquille (Robert Guédiguian)
- 2001 - 15 août (Patrick Alessandrin)
- 2001 - L'Art (délicat) de la séduction (Richard Berry)
- 2001 - Une affaire privée (Guillaume Nicloux)
- 2001 - Marie-Jo et ses deux amours (Robert Guédiguian)
- 2001 - C'est le bouquet ! (Jeanne Labrune)
- 2002 - Pas d'histoires! 12 regards sur le racisme au quotidien (collectieve film) : korte film Poitiers, voiture 11 (François Dupeyron en Yves Angelo)
- 2002 - Mille millièmes, fantaisie immobilière (Rémi Waterhouse)
- 2002 - Ah! si j'étais riche (Michel Munz en Gérard Bitton)
- 2003 - Le Coeur des hommes (Marc Esposito)
- 2003 - Mon père est ingénieur (Robert Guédiguian)
- 2004 - Feux rouges (Cédric Kahn)
- 2004 - Cause toujours! (Jeanne Labrune)
- 2005 - Un long dimanche de fiançailles (Jean-Pierre Jeunet)
- 2005 - Combien tu m'aimes? (Bertrand Blier)
- 2005 - Saint-Jacques... La Mecque (Coline Serreau)
- 2005 - Le Cactus (Gérard Bitton en Michel Munz)
- 2006 - Le Voyage en Arménie (Robert Guédiguian)
- 2006 - Le Pressentiment (Jean-Pierre Darroussin)
- 2007 - Dialogue avec mon jardinier (Jean Becker)
- 2007 - Fragile(s) (Martin Valente)
- 2007 - J'attends quelqu'un (Jérôme Bonnell)
- 2007 - Le Cœur des hommes 2 (Marc Esposito)
- 2008 - Lady Jane (Robert Guédiguian)
- 2008 - Le Voyage aux Pyrénées (Arnaud en Jean-Marie Larrieu)
- 2008 - Les Grandes Personnes (Anna Novion)
- 2009 - Erreur de la banque en votre faveur (Michel Munz en Gérard Bitton)
- 2009 - L'Armée du crime (Robert Guédiguian)
- 2009 - Rien de personnel (Mathias Gokalp)
- 2010 - L'Immortel (Richard Berry)
- 2010 - La Dame de trèfle (Jérôme Bonnell)
- 2010 - Holiday (Guillaume Nicloux)
- 2011 - La Fille du puisatier (Daniel Auteuil)
- 2011 - De bon matin (Jean-Marc Moutout)
- 2011 - Les Neiges du Kilimandjaro (Robert Guédiguian)
- 2011 - Le Havre  (Aki Kaurismäki)
- 2013 - Rendez-vous à Kiruna (Anna Novion)
- 2013 - Marius (Daniel Auteuil)
- 2013 - Fanny (Daniel Auteuil)
- 2013 - Le Cœur des hommes 3 (Marc Esposito)
- 2013 - Mon âme par toi guérie (François Dupeyron)
- 2014 - La Ritournelle (Marc Fitoussi)
- 2014 - Le Fil d'Ariane (Robert Guédiguian)
- 2014 - Bon Rétablissement! (Jean Becker)
- 2015 - Coup de chaud (Raphaël Jacoulot)
- 2016 - Une vie (Stéphane Brizé)
- 2017 - La Promesse de l'aube (Éric Barbier)
- 2017 - La Villa (Robert Guédiguian)
- 2018 - Chacun pour tous (Vianney Lebasque)
- 2019 - Gloria Mundi (Robert Guédiguian)
- 2019 - Les Éblouis (Sarah Suco)
- 2020 - Des hommes (Lucas Belvaux)
- 2021 - Le Trésor du Petit Nicolas (Julien Rappeneau)
- 2021 - Rumba la vie (Franck Dubosc)
- 2022 - L'école est à nous (Alexandre Castagnetti)
- 2023 - Je verrai toujours vos visages (Jeanne Herry)
- 2023 - Le Théorème de Marguerite (Anna Novion)
- 2023 - Et la fête continue! (Robert Guédiguian)

## Prijzen
Jean-Pierre Darroussin werd vijf keer genomineerd voor de Césars, drie keer voor de César voor beste acteur in een bijrol (in 1994 voor Cuisine et dépendances, in 1997 voor Un air de famille en in 1998 voor Marius et Jeannette) en twee keer voor de César voor Beste acteur (in 1999 voor Le Poulpe en in 2008 voor Dialogue avec mon jardinier).
- 1997: Un air de famille : César voor Beste acteur
- 2006: Le Pressentiment : Prix Louis-Delluc du premier film

- Bibsys: 4012928
- Biblioteca Nacional de España: XX1386040
- Bibliothèque nationale de France: cb139576502 (data)
- Catàleg d'autoritats de noms i títols de Catalunya: 981058517884506706
- CiNii: DA13469573
- Gemeinsame Normdatei: 136787002
- International Standard Name Identifier: 0000 0001 2104 0173
- Library of Congress Control Number: nr99037665
- Nationale Bibliotheek van Tsjechië: pna2007418456
- Nationale Bibliotheek van Israël: 987007425244105171
- Nederlandse Thesaurus van Auteursnamen: 308046951
- SNAC: w6gx52x9
- Système universitaire de documentation: 059941642
- Virtual International Authority File: 117623179
- WorldCat: E39PBJmtw4fQqRpPjHdj68fH4q